# Бербеко Олександр Тихонович
Олександр Тихонович Бербеко (1896–1937) — військовий льотчик, учасник Громадянської війни, двічі ордена Червоного Прапора (1923, 1925).

## Біографія
Олександр Бербеко народився 1896 року на станції Роздільна Тираспольського повіту, Херсонської губернії (нині — Одеська область України). Незабаром після початку Першої світової війни він був призваний на службу в російську армію. У 1916 році Бербека закінчив Одеську школу льотчиків і був направлений на фронт. Воював у складі авіаційного загону. Брав участь у боях за Одесу у січні 1918 року. Зі свого літака бомбив Одеське артилерійське училище, зайняте формуваннями гайдамаків .
Пізніше брав участь у боях в Бессарабії, розкидав агітаційні листівки над позиціями супротивника. 19 травня 1919 року під Тирасполем Бербеко збив румунський літак. Коли восени 1919 року Добровольча армія генерала Денікіна просувалася до Москви, Бербеко організував партизанський загін зі своїх товаришів з 1-го Радянського авіаційного загону. В одному з боїв він потрапив в полон до петлюрівців і був засуджений ними до страти, проте завдяки допомозі одеського підпілля льотчику вдалося втекти з в'язниці. Повернувшись в авіазагін, він підтримував дії 1-ї Кінної армії під час боїв з військами генералів К. Мамонтова та А. Шкуро. Також брав участь в боях радянсько-польської війни та ліквідації селянського повстання на Тамбовщині.
Наказом Революційної Військової Ради Республіки № 202 від 31 грудня 1923 року Олександр Бербеко був нагороджений першим орденом Червоного Прапора РРФСР. Також йому було вручено золотий знак Червоної Гвардії.
Наказом Революційної Військової Ради Республіки № 736 в 1925 році Олександр Бербеко вдруге був нагороджений орденом Червоного Прапора РРФСР.
Герой Праці. Був нагороджений орденом Трудового Червоного Прапора Української РСР (став першим кавалером цього ордена) і двома цінними подарунками.
Після закінчення Громадянської війни Бербеко жив в Одесі, працював льотчиком, займався випробуваннями старих літаків після ремонту, здійснював агітаційні польоти і польоти для обробки сільськогосподарських угідь. Активно займався громадською діяльністю, був одним з організаторів добровільного товариства «Аерохім», керував Одеським відділенням Товариства авіації і повітроплавання України і Криму. Працював помічником директора Одеського консервного інституту. Був кандидатом у члени ВКП (б). Обирався членом ЦВК Молдавської АРСР. 7 лютого 1937 року Бербеко заарештований органами УНКВС в Одеській області, як «учасник антирадянської троцькістської терористичної організації» (ст. 54-8, 54-10 КК УРСР) і 26 вересня 1937 засуджений Воєнною колегією Верховного суду СРСР до вищої міри покарання — розстрілу. Вирок був приведений у виконання 27 вересня 1937 року .
14 травня 1957 року реабілітований Воєнною колегією Верховного суду СРСР.